# Alienbrain
Alienbrain（エイリアンブレイン）は、NXN Software社（ドイツ、ミュンヘン）にて開発されたデジタルアセットマネジメントシステム。
現在はAvid Technologyにて販売されているが、開発自体はNXN Software社で行われている。
任天堂株式会社が使用していることで有名になる。日本の販売代理店はダイキン工業株式会社。

## 機能
- 最新版データの自動更新と履歴の自動生成によるバージョン管理
- チェックイン、チェックアウトによる更新（排他処理）
- ブランチの生成とマージが可能
- チェンジセットなどのソース管理ツールが持つソフトウェア構成管理機能を実装
- コメント付与によるデータ検索
- アプリ組み込み型のインターフェース
- サムネイル表示機能
- 画像に書き込めるレビュー機能
- 使用者権限の個別設定
- 進行状態の付加による進捗管理
- メッセンジャー機能